# Öregrund
Öregrund – miasto portowe w Szwecji w Gminie Östhammar w regionie Uppsala (szw. Uppsala län). Prawa miejskie miasto uzyskało w 1491 roku, co czyni je obecnie jednym z najmniejszych z historycznych miast Szwecji.
Według danych Szwedzkiego Urzędu Statystycznego liczba ludności wyniosła: 1589 (31 grudnia 2015), 1601 (31 grudnia 2018) i 1620 (31 grudnia 2019).

## Przypisy

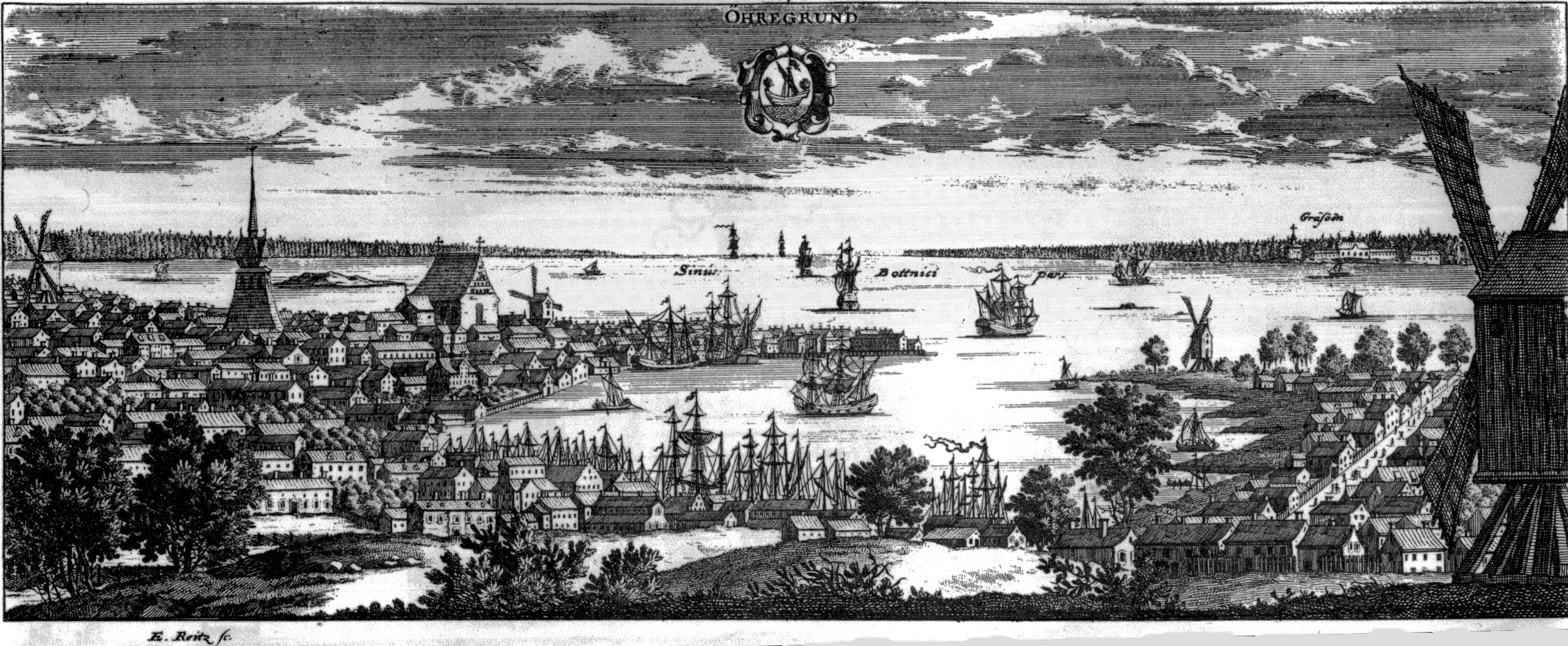
Widok Öregrund z ok. 1700 roku według Suecia antiqua et hodierna